# Fra storstadens dyb
Fra storstadens dyb è un cortometraggio muto del 1910 diretto da Carl Alstrup.

## Produzione
Il film fu prodotto da Søren Nielsen.

## Distribuzione
In Danimarca, il film fu distribuito il 29 settembre 1910.